# ستيفن غان
ستيفن غان (بالملايوية: Steven Gan)‏ هو صحفي ماليزي، ولد في 1963.